# Minto (Nowy Brunszwik)
Minto – miejscowość (ang. town) w Kanadzie, w prowincji Nowy Brunszwik.
Według danych spisu powszechnego z roku 2006 Minto zamieszkuje 2681 mieszkańców (85 os./km²). Miejscowość z początku nosiła nazwę Northfield, która zmieniona na Mino została w 1902 roku. Nazwa Mino pochodzi od nazwy hotelu "Minto Hotel" mieszczącego się niegdyś na terenie miasta. W Minto toczy się akcja kanadyjskiego musicalu The Briclin Musical - An Automotive Fantasy, który od marca 2013 roku oglądać można również w Polskiej wersji jako The Bricklin Musical - Samochodowa Fantazja w Katowickim teatrze Old Timers Garage.